# Amerikanskt teckenspråk
Amerikanskt teckenspråk, engelska: American Sign Language (ASL), är det teckenspråk som används av döva i USA. ASL skiljer sig från brittiskt teckenspråk (BSL). Det används även i Brasilien.
Antalet användare av ASL i USA uppskattas till mellan hundratusen och en miljon beroende på vilken källa som används.
ASL har fått rollen som ett lingua franca för teckenspråkiga och används för kommunikation mellan döva från olika länder.
Exempel på TV-program som använder ASL är TV-serien Switched at Birth och även musikvideor på Youtube översätts till ASL.
Till skillnad mot det svenska teckenspråkets handalfabet, där talaren har en rörelsefri hand, vänder ASL-talaren handflatan mot samtalspartnern.